# Undervattenshotell

En svit i hotellet Muraka på Maldiverna.

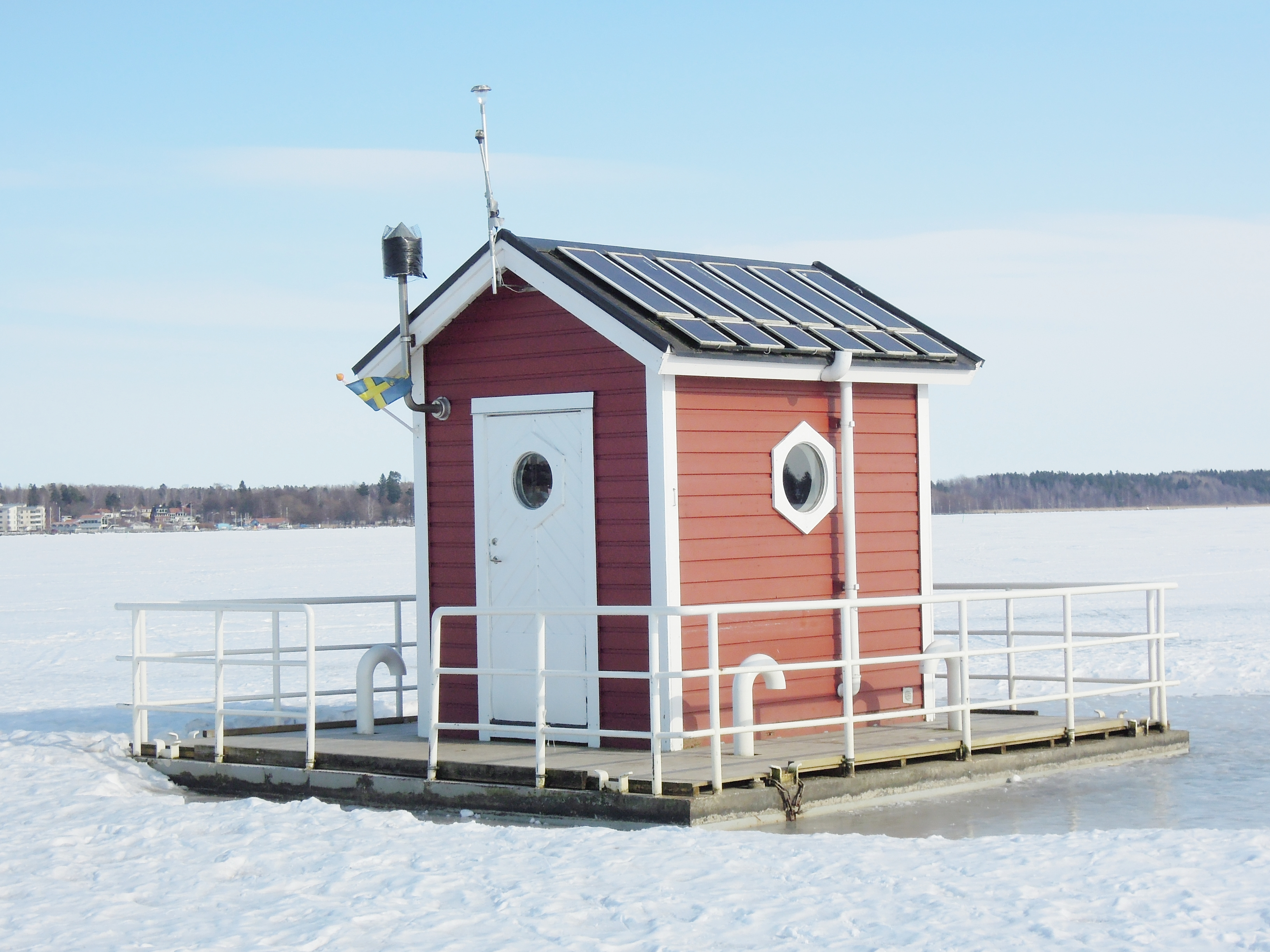
Ingång till Hotell Utter Inn.

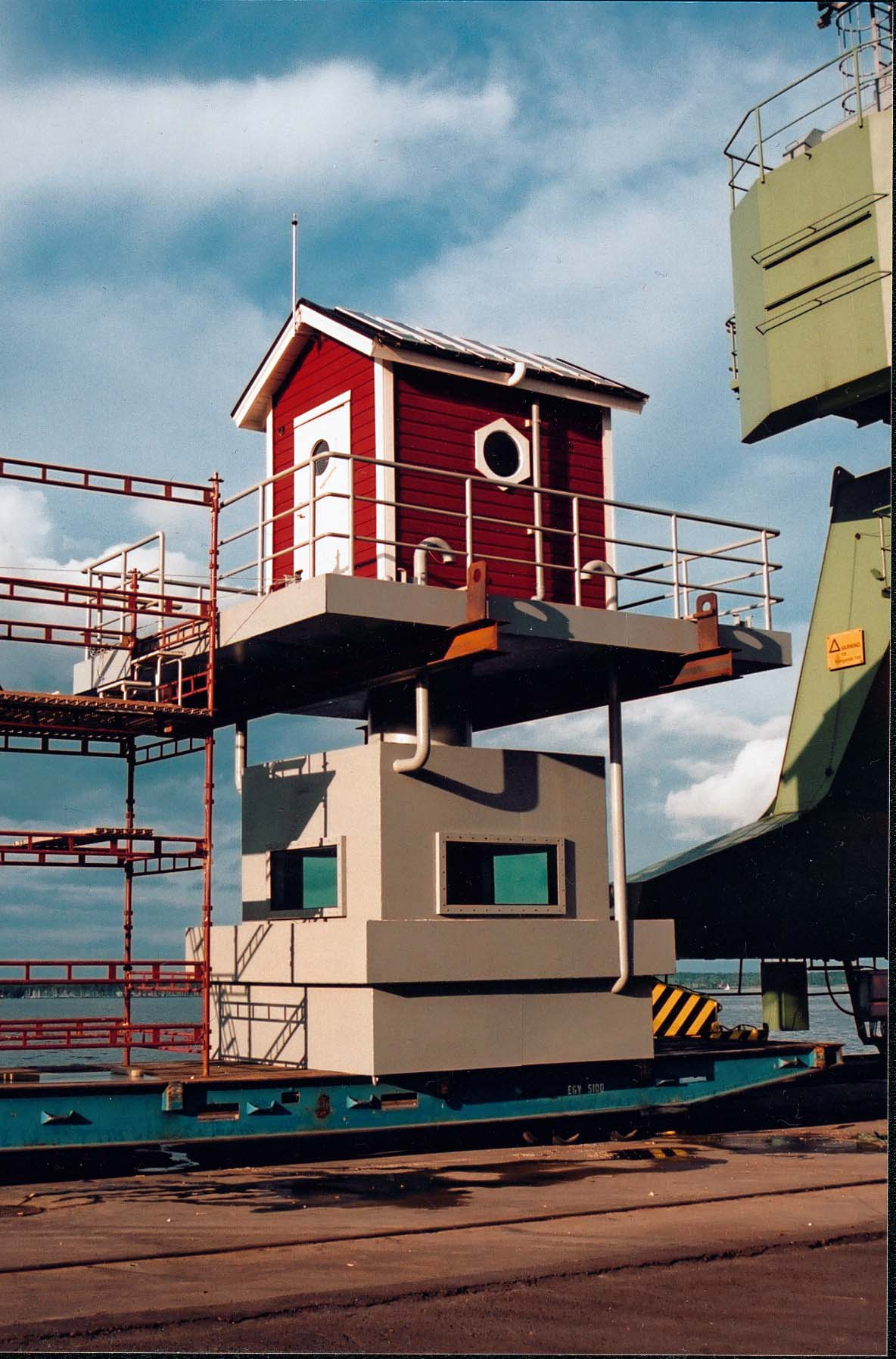
Hotell Utter Inn ska placeras i Mälaren.

Ett undervattenshotell är ett hotell som är helt eller delvis nedsänkt under vattenytan. Under de senaste 30 åren har en rad framstående arkitekter, designer och förmögna affärsmän utvecklat ett flertal olika undervattenshotellkoncept. Idag finns det endast tre undervattenshotell i världen: Jules Undersea Lodge i Florida, Hotell Utter Inn i Mälaren; en kilometer från Västerås hamn och The Manta Resort utanför Pembas kust. 

## Andra planerade men ej realiserade undervattenshotell

### Poseidon Undersea Resort
Detta undervattenhotell, med 20 inglasade rum, var ursprungligen tänkt att byggas på Mystery Island, Fiji. En sju dagar lång vistelse på undervattenshotellet beräknades kosta USD 15000. Det luxuösa hotellkonceptet utvecklades Bruce Jones, US Submarines, och den amerikanske fastighetsmiljardären John Edward Anderson. Projektets nuvarande status är "on hold".

### Hydropolis
Detta undervattenshotell, med 200 rum, var ursprungligen tänkt att byggas utanför Dubai. Den totala kostnaden för projektet uppskattades till mer än en miljard dollar. Projektets nuvarande status är "on hold".